# Кульков, Никита Геннадьевич
Никита Геннадьевич Кульков (1969—2000) — майор внутренних войск МВД РФ, участник первой и второй чеченских войн, Герой Российской Федерации (2000).

## Биография

Могила Кулькова на Богословском кладбище Санкт-Петербурга.

Никита Кульков родился 9 марта 1969 года в Ленинграде.
В 1990 году окончил Ленинградское высшее политическое училище МВД СССР, после чего был направлен на службу во внутренние войска. Трижды командировался в Чечню в период Первой чеченской войны. В 1999 году окончил факультет внутренних войск Военного университета, после чего был назначен помощником начальника отделения по работе с личным составом 33-й отдельной бригады оперативного назначения Северо-Западного округа внутренних войск.
9 января 2000 года Кульков, находясь в порядках батальона 33-й отдельной бригады оперативного назначения, дислоцировавшегося в посёлке Старая Сунжа, возглавил боевую группу и направился на оказание помощи попавшей под обстрел чеченских сепаратистов в районе Аргунского вокзала колонне российской техники. С ходу вступив в бой, группа Кулькова успешно отвлекла на себя внимание противника, что позволило колонне уйти из-под обстрела. В разгар боя БМП Кулькова была подбита, сам он получил тяжёлые осколочные ранения, однако остался в машине и сумел вывести её из-под огня. Несмотря на собственные тяжёлые ранения, он вытащил из горящей БМП двух своих товарищей, но сам при этом погиб. Похоронен на Богословском кладбище Санкт-Петербурга (Братская дорожка).
Указом Президента Российской Федерации № 1166 от 24 июня 2000 года майор Никита Кульков посмертно был удостоен высокого звания Героя Российской Федерации.

## Память
- 25 февраля 2023 года почтой России была выпущена почтовая марка из серии «Герой Российской Федерации» с изображением Н. Г. Кулькова. К выпуску марки также был подготовлен конверт первого дня и штемпель специального гашения для Москвы и Санкт-Петербурга.